# Hope Waddell Training Institution
La Hope Waddell Training Institution (HWTI) est un établissement d'enseignement secondaire situé à Calabar, dans l'État de Cross River au Nigeria, fondé par des missionnaires de l'Église presbytérienne unie d'Écosse en 1895. Elle doit son nom au révérend Hope Masterton Waddell.

## Instauration et croissance

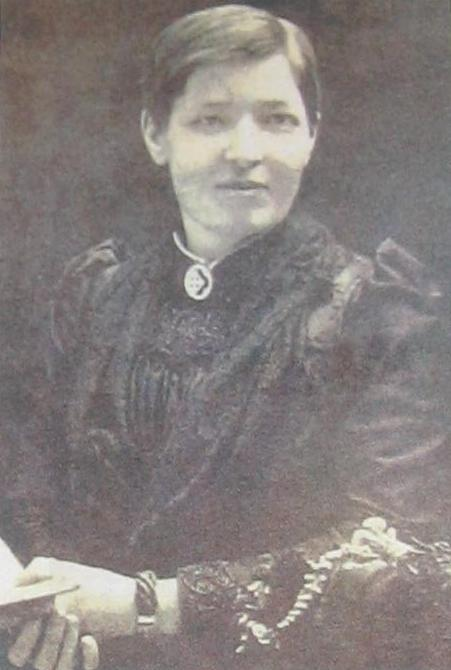
Mary Mitchell Slessor, qui joua un rôle moteur dans la création de l'institut.

La missionnaire écossaise Mary Mitchell Slessor, qui avait beaucoup travaillé avec le peuple Efik aux alentours de Calabar, est un élément moteur de la création de l'institut. Sa congrégation à Édimbourg hésitait à accepter sa demande de créer un centre de formation technique, mais finit par décider d'instaurer un institut sur le modèle de deux établissements déjà présents en Afrique, le Lovedale Institute d'Afrique du Sud, et le collège technique de Livingstonia au Nyassaland (actuel Malawi). Robert Laws, un pasteur de l'Église presbytérienne unie, qui avait été impliqué dans la création de ces deux écoles, est délégué pour réaliser une étude de faisabilité. Robert Laws exprime sa pleine confiance dans le fait que le succès des deux établissements pourrait être reproduit à Calabar.
L'institut est créé en 1894. Les premiers bâtiments sont en préfabriqués de tôle ondulée et pin scandinave, construits par une entreprise de Glasgow, et convoyés par bateau à Calabar où ils sont assemblés. Les premiers cours sont donnés en mars 1895. En 1900, l'école compte quarante-deux élèves. Deux étudient le jardinage, cinq les techniques d'impression, huit la couture, cinq la mécanique, onze pour devenir charpentier et onze pour devenir boulanger. Les jeunes gens sont « bien disciplinés... d'une apparence saine et joyeuse ». Ils parlent généralement bien l'anglais et ont de bonnes notes. Les programmes sont cependant quelque peu aléatoires, dictés par les travaux nécessaires à un moment donné.
L'école est plus coûteuse que celles des autres missions car elle nécessite des machines pour la formation industrielle et, en 1902, la mission est obligée d'accepter des financements du gouvernement. Au fur et à mesure que l'école s'installe, la compétition pour y entrer devient rude car les diplômés sont assurés d'avoir un emploi dans la fonction publique ou dans les entreprises locales ou bien encore d'avoir l'opportunité de poursuivre des études supérieures.
La population des élèves, d'abord constituée essentiellement de jeune gens venant des communautés côtières, comporte de plus en plus de personnes venant de l'intérieur des terres. En 1919, l'école a trente-et-un élèves Ibidio et quatre-vingt-deux issus du peuple Efik. En 1927, on compte plus de cinquante Ibidio et, en 1931, quatre-vingt-six Ibidio et cent dix-neuf Efik. Les étudiants viennent aussi de toute l'Afrique de l'Ouest, Sierra Leone, Liberia, Ghana, Dahomey (actuel Bénin) et Fernando Poo (actuelle Guinée équatoriale).

## Premiers cursus
L'école propose des formations pratiques aux étudiants masculins en charpente, maçonnerie, forge, mécanique navale, briquetage. Les étudiantes étudient la couture et la confection, les sciences domestiques et la comptabilité. L'école devient rapidement la plus grande institution d'enseignement professionnel en Afrique de l'Ouest. Elle possède un navire, le Diamond, qui navigue sur la rivière Calabar et qui est utilisé par les élèves pour leurs études dans le domaine maritime. Le quartier de Calabar appelé Diamond Hill tire son nom de celui du bateau.
En 1898, elle commence l'enseignement de la confection et de la boulangerie et vend ses produits sur les marchés de la ville. Les étudiants en agriculture qui travaillent dans les jardins botaniques et les parcs publics de Calabar reçoivent des vêtements, sont dispensés de frais de scolarité et touchent de l'argent de poche. Ils montrent que les nouvelles plantes de la région, mangues, bananes, café et, tout particulièrement, citron et orange peuvent prospérer, malgré les réticences des agriculteurs locaux.
En 1902, le révérend James Luke introduit le football dans les programmes, en dépit de l'opposition des parents qui n'y voient qu'une perte de temps. James Luke défend le sport, arguant qu'il permet d'être en bonne santé et qu'il apprend aux enfants la coopération et l'auto-discipline. Dans les deux premières décennies du XXe siècle, beaucoup de diplômés de Hope Waddell se retrouvent à Lagos, devenue en 1906 la capitale du nouveau protectorat du Nigeria du Sud, afin d'occuper des postes de « cols blancs » dans la fonction publique. Ils emmènent avec eux leur amour du football, favorisant la croissance des équipes de la ville. James Luke, qui avait repris ce sport pendant sept ans alors qu'il était missionnaire à la Jamaïque, pourrait ainsi être crédité du fait d'avoir introduit le football au Nigeria.
Une grande presse à imprimer à plat de marque Wharfedale est donnée à l'école par des « amis d'Écosse » en 1903 ; elle est encore en service en 1960. Les étudiants travaillent sur la presse et sont dans le même temps journalistes pour l'Observer, le premier journal de Calabar, imprimé par la presse de l'école. En 1903, l'institut ajoute à ses programmes la dactylographie, la sténographie, la comptabilité, la gestion d'entreprise et le commerce.
L'institut propose aussi une école standard pour tous les âges, dispensant un enseignement primaire et secondaire, avec des droits de scolarité pour le secondaire. En 1921, Calabar est désigné par le gouvernement pour devenir centre d'examen pour le Cambridge Local Examination. Cette année-là, huit candidats du HWTI sur quatorze sont reçus, ce qui est considéré comme un excellent résultat.

## De nos jours

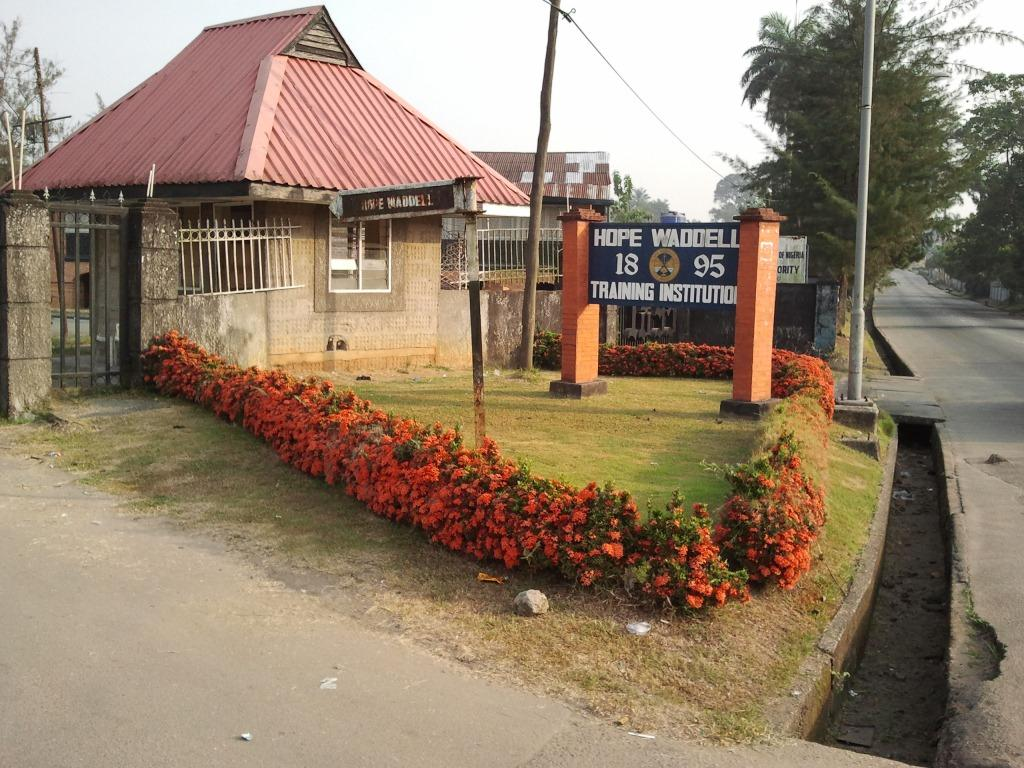
La Hope Waddell Training institution en 2012.

Après l'indépendance, en 1960, à la suite de la fermeture de la mission, l'école devient une école secondaire standard proposant un cursus classique de grammar school. Mais les bâtiments se dégradent, les jardins sont négligés et, sur 2 000 élèves, moins de 200 sont internes. En 1994, l'Old Boys Association (association d'anciens élèves) lance un programme de réhabilitation grâce à une campagne de collecte de fonds. Les objectifs sont de restaurer les routes d'accès, d'installer un générateur électrique, de rénover le laboratoire de sciences, d'équiper la bibliothèque et d'ériger une statue d'Hope Waddell. En 2005, la plupart des objectifs étaient atteints.

## Directeurs
Liste des directeurs de l'institut :
| Principal                   | Origine  | années      |
| --------------------------- | -------- | ----------- |
| W.R. Thompson               | Écossais | 1895 - 1902 |
| James Luke                  | Écossais | 1902 - 1907 |
| J.K. Macgregor              | Écossais | 1907 - 1943 |
| E. B. Jones                 | Écossais | 1943 - 1945 |
| N. C. Macrae                | Écossais | 1945 - 1952 |
| J. A. T. Beattie            | Écossais | 1952 - 1957 |
| Sir Dr. Francis Akanu Ibiam | Igbo     | 1957 - 1960 |
| B. E. Okon                  | Efik     | 1960 - 1974 |

## Élèves célèbres
- Eni Njoku (né le 6 novembre 1917), premier vice-chancelier de l'université de Lagos
- John Ogbu (9 mai 1939 – 20 août 2003), américain d'origine nigériane, anthropologue et professeur
- Kingsley O. Mbadiwe (1915-1990), nationaliste, homme politique, ancien ministre
- Dennis Osadebay (29 juin 1911 — 26 décembre 1994), homme politique, poète, journaliste et Premier ministre de la région de Midwest[12]
- Akanu Ibiam (1906–1995), médecin missionnaire, gouverneur de l'Eastern Region de décembre 1960 à janvier 1966[13]
- Anya Oko Anya (né le 3 janvier 1937), professeur de parasitologie
- Eyo Ita (né en 1904), dirigeant de l'Eastern Region en 1951
- Nnamdi Azikiwe (16 novembre 1904 – 11 mai 1996), premier président du Nigeria
- Edet Akinwale Wey, vice-amiral, chef d'état-major de la marine puis chef d'état-major des armées